# 함열 남궁씨
함열 남궁씨(咸悅南宮氏)는 전북특별자치도 익산시의 함열을 본관으로 하는 한국의 성씨이다. 조선시대의 행정지역 함열군은 현재 익산의 함라면 지역을 중심으로 존재 했으며 지금의 함열읍이 그 이름을 이어 받았다. 시조 남궁원청(南宮元淸)이 고려 성종 때 여진족을 백두산 이북으로 몰아낸 공으로 문하시중평장사에 임명되었다.

## 기원
남궁씨(南宮氏)의 유래(由來)는 중국(中國)의 고대(古代)에서 비롯된다. 본래(本來) 주나라의 왕족(王族)인 희성(姬姓)이었다. 주 이전의 상나라 때 남(南)쪽 궁(宮)에 살았다 하여 남궁(南宮)으로 씨(氏)를 정하였다고 하므로 희성남궁씨(姬姓南宮氏)가 된다.
남궁(南宮)씨를 처음 사용(使用)한 인물은 남궁괄(适=括)로 추정(推定)된다. 남궁괄은 주 문왕(周文王)의 사우(四友) 중 한 사람이다. 그가 대장군(大將軍)으로 있을 때 폭군(暴君)인 상나라 주왕(紂王-BC1154 ~ 1111)에 의해서 투옥(投獄)된 문왕(文王)을 기지(機智)를 발휘(發揮)하여 구해내기도 하였다. 그는 무왕(武王)을 도와 상나라를 멸망시키고 주(周)를 건국(建國)한 공신(功臣)으로 이상서(二尙書)에 오르고 한 지방(地方)을 식읍으로 받아 다스리게 되었으며 그 곳의 지명(地名)을 그의 씨(氏)를 따라 남궁현(縣)이라 하였다고 전한다. 춘추시대(春秋時代) 공자(孔子)의 사위가 된 남궁괄(括)과는 동명이인(同名異人)이다.
한국 남궁씨(南宮氏)의 원조(遠祖)는 주(周) 나라의 남궁수(南宮修)이다. 남궁수는 기자(箕子)와 함께 조선에 동래(東來)하면서 평양(平壤)을 중심으로 기자조선(箕子朝鮮)을 건국(建國)하고 사도(司徒)의 직(職)에 올라 백성들에게 시서(詩書)와 예악(禮樂)을 가르쳤으며, 음식의 예법(禮法)과 제사(祭祀)에는 편두(祭器)를 쓰게 하며 의관제도(衣冠制度)와 직제(職制)를 중국과 같게 하였다고 한다.

## 역사
시조 남궁원청(南宮元淸)은 비서랑(秘書郞)을 역임하고, 991년(고려 성종 10년) 대장군(大將軍)이 되어 여진족을 백두산(白頭山) 북방까지 몰아내는 등 많은 전공을 세워 문하시중평장사(門下侍中平章事)에 임명되었으며, 감물아백(甘勿阿伯)에 봉해졌다. 이후 세보가 실전되어 그의 후손 남궁득희(南宮得禧)을 1세조로 한다. 남궁득희의 증손 남궁민(南宮敏)은 고려 충숙왕 때 문과에 장원급제하여 간의대부를 지냈다.

## 본관
옛 함열(咸悅)은 현재의 전북특별자치도 익산시 함라면이다. 함라면 인근의 함열읍이 그 이름을 이어 받았다. 마한 때 감물아현(甘勿阿縣)이라 불리다가, 통일 신라 경덕왕 때 함열(咸悅)로 고쳤다.

## 인물
- 남궁민(南宮敏) : 남궁득희의 증손. 1336년(고려 충숙왕 복위 5) 문과에 장원급제하고, 1347년(충목왕 3) 정치도감(整治都監)이 설치되었을 때, 정치관(整治官)에 임명되어 경상도도민전(慶尙道度民田) 겸 안렴존무사(按廉存撫使)로 활약하였다. 벼슬은 간의(諫議)에 이르렀다.

- 남궁계(南宮啓, ？ ∼ 1446년) : 6세손. 문음(門蔭)으로 출사하여 3품에 올랐고, 1401년(태종 1) 좌명원종공신(佐命原從功臣) 3등에 책록되었다. 1413년(태종 13) 대호군(大護軍)을 지내고, 1426년(세종 8) 정주목사(定州牧使) 거쳐 판의주목사(判義州牧事)를 역임하였다. 1430년(세종 12) 동지총제(同知摠制)를 지내고, 1435년(세종 17) 동지중추원사(同知中樞院事)가 되었다. 1436년 사은사(謝恩使)가 되어 명나라를 다녀온 후 한성부윤(漢城府尹)이 되었다. 1439년 전라도 도절제사(全羅道都節制使)를 거쳐 경주부윤(慶州府尹)에 제수되었다. 1443년 중추원부사(中樞院副使)에 이르렀고, 1446년 졸(卒)하자 세종이 부의(賻儀)를 내리고 조문(弔問)하였다.

- 남궁찬(南宮璨) : 9세손. 자는 여헌(汝獻), 호는 창랑(滄浪). 할아버지는 군수 남궁치(致)이고, 아버지는 생원 남궁순(順)이며, 어머니는 감찰 최돈(崔敦)의 딸이다. 1477년(성종 8) 생원시에 장원으로 합격하고, 1489년(성종 20) 식년 문과에 병과로 급제하여 예문관검열에 보임되었다. 1493년(성종 24) 이조좌랑(吏曹佐郞)을 역임하고, 1495년(연산군 1) 사간원헌납(司諫院獻納)과 홍문관교리(弘文館校理)를 역임하였다. 1497년(연산군 3) 문신(文臣)의 정시(庭試)에서 수석을 차지했다. 1498년 홍문관부응교가 되었다. 1499년 봉정대부(奉正大夫) 의정부 사인(議政府舍人) 지제교(知製敎) 겸 승문원 교감(承文院校勘)으로 『성종실록』 편찬에 참여하였다. 1500년 당상관으로 승진하여 제주목사(濟州牧使)에 부임하였고, 1504년(연산군 10) 강원도 관찰사가 되었다.

- 남궁숙(南宮淑, 1491년 ∼ 1553년) : 10세손. 아버지는 관찰사 남궁찬(璨)이고, 어머니는 신자승(申自繩)의 딸이다. 1516년(중종 11) 생원이 되고, 1533년(중종 28) 별시 문과에 병과로 급제하여 승문원박사에 보임되었다. 활쏘기에 능했으므로 1536년 교서관 부정자(校書館副正字)로서 관사(觀射)에서 1등하여 자급(資級)이 올랐다. 이후 사헌부 지평을 역임하였다. 1544년 안산군수(安山郡守)로 재직 중 청렴근면하고 백성들에게 선정을 베풀었다는 경기도관찰사 홍섬(洪暹)의 장계에 따라 가자되었다. 1547년(명종 2) 승정원 좌부승지(承政院左副承旨)에 제수되었다. 1548년 황해도관찰사(黃海道觀察使)가 되었다. 해주교생 안세복 등이 남궁숙이 선정을 베풀었으니 계속 유임하게 해달라는 상소를 청하자 가선대부(嘉善大夫)로 가자되었다가 전라도관찰사로 전임되었다. 1550년(명종 5) 한성부우윤(漢城府右尹)을 역임하고, 1551년(명종 6) 함경도관찰사(咸鏡道觀察使)가 되었다. 1553년(명종 8) 10월 23일에 종2품 동지중추부사(同知中樞府事)로 졸(卒)하였다. 명리(名利)를 탐하였으나 직무에는 근면하여 사람들이 능력있는 관리라고 일컬었다.[1] 묘는 서울특별시 도봉구 도봉동 산86에 있다.

- 남궁익(南宮翼) : 이조판서 남궁찬(南宮璨)의 둘째 아들. 문음(門蔭)으로 한성부 가낭관(漢城府假郞官)을 제수받았고, 중종조에는 수운판관을, 명종조에는 동복 현감(同福縣監)을 역임하였다. 부인은 김인각(金麟角)의 딸인 연안 김씨(延安金氏)이다. 아들은 남궁희(南宮憘), 남궁침(南宮枕), 남궁개(南宮愷)이다.

- 남궁침(南宮枕, 1513년 ∼ 1573년) : 동복현감(同福縣監) 남궁익(翼)의 아들. 1540년(중종 35) 별시 문과에 병과로 급제, 1544년 사간원정언, 1546년(명종 1) 지평·헌납을 거쳐 1548년 홍문관 수찬으로서 강원도 암행어사로 파견되어 구황 실태를 조사하고 돌아왔다. 홍문관수찬지제교 겸 경연검토관(弘文館修撰知製敎兼經筵檢討官)으로 『중종실록』의 편찬에 참여하고, 이조좌랑과 부응교(副應敎)를 역임했다. 1552년 홍문관전한을 거쳐, 경상도 어사로 파견되어 민생의 고충을 탐문했고, 지방 수령들의 탐학을 적발하고 돌아와 홍문관직제학에 승진했으며, 1553년 승정원 좌승지에 올랐다. 1557년 동지중추부사(同知中樞府事), 1558년 진위사가 되어 명나라에 다녀왔으며, 같은해 장례원판결사를 거쳐 개성부유수가 되었다. 1563년 한성부우윤·한성부좌윤을 거쳐 형조참판을 역임하였다. 1564년 전라도관찰사, 1565년 함길도관찰사로 나갔고, 1566년 한성부판윤이 되었다. 1567년 명종의 승하시 부총관으로서 치안을 담당하였고, 선조가 즉위했을 때 형조참판(刑曹參判)으로 재직하였다.

- 남궁제(南宮悌) : 아버지는 함경도 관찰사 남궁숙(南宮淑)이고, 어머니는 고흥 류씨(高興柳氏)이다. 1568년(선조 1) 증광 생원·진사 양시(兩試)에 합격하여 백천 군수와 연안 부사를 역임하였다. 임진왜란이 일어난 다음 해인 1593년(선조 26) 류성룡(柳成龍)이 감진관(監賑官)에 임명하여 호남에서 조운된 곡식을 이용해 한양의 기근 문제를 해결하였다. 지방관으로 재임하는 동안 백성을 잘 다스리고 국사(國事)를 성실히 처리한 점을 인정받아 1596년(선조 29) 당상(堂上)을 가자(加資) 받았다.

- 남궁경(南宮檠, 1562년 ~ ?) : 자는 여명(汝明), 호는 풍계(楓溪). 고조부는 남궁찬(璨), 할아버지는 남궁개(愷)이고, 아버지는 남궁도(渡)이며, 어머니는 이진중(李震中)의 딸이다. 1606년(선조 39) 사마시에 급제, 1612년(광해군 4)에 현감으로서 증광 문과에 병과로 급제하였다. 1616년 행 세자시강원필선으로 『선조실록』을 찬수하는 데 참여하였다. 이듬해 지평으로서 광해군의 처사를 지탄하는 흉격지변(兇檄之變)을 처리할 때 병을 핑계로 불참한 까닭에 체직되었다가 곧 검상·사인을 역임하였다. 1618년 강홍립(姜弘立)이 도원수로 창성(昌成)에 갔을 때, 유장(儒將)으로 종사관이 되어 따라갔다가 기역마(騎驛馬)를 남용했다는 이유로 이듬해 1월에 물러났다. 1623년 인조반정 직후에는 삭직되었다. 그러나 대북파(大北派)에 적극 가담한 것이 아니었기 때문에 뒤에 풀려나 1625년(인조 3)에는 사은사의 서장관으로 청나라에 다녀왔다.[2]

- 남궁집(南宮鏶, 1601년 ∼ 1668년) : 자는 강중(剛仲), 호는 삼졸재(三拙齋). 아버지는 남궁율(嵂)이며, 어머니는 한옹(韓顒)의 딸이다. 1618년(광해군 10) 사마시에 합격, 1630년(인조 8)에 식년 문과에 갑과로 급제하고 이듬해 전경시강(專經試講)에 우등하여 좋은 말 한필을 상으로 받았다. 인조·효종 때에는 대사헌·대사간을 역임하였다. 1660년(현종 1) 당시의 붕당정치를 비판하면서 붕당설(朋黨說)을 상소하였다. 그 내용을 보면 동·서 양당이 여러 파로 갈라져 인물추천에 편당이 이루어지고 있다는 점과 편당이 되어 바른 말을 하는 자를 배척하여 비루한 자가 등용되어 대관에 이르게 된다는 것이다. 따라서, 인물을 등용하는 데 있어서는 마음이 공정하고 식견이 밝고 도량이 있는 자를 삼공(三公)의 자리에 앉힐 것과 재질과 기량이 적당한 자들을 뽑아 6조·3사의 장으로 삼아 책임 있는 인재등용을 하도록 함이 옳다고 주장하였다. 이러한 붕당론은 당시 당쟁으로 빚어지는 상황을 잘 지적하고 있다. 저서로는 『삼졸와유고(三拙窩遺稿)』가 있다.[3]

- 남궁옥(南宮鈺, 1620년 ∼ 1699년) : 자는 여상(汝常), 호는 창주(滄洲). 아버지는 관찰사 남궁율(嵂)이며, 어머니는 한옹(韓顒)의 딸이다. 1646년(인조 24)에 사마시에 합격하고 1652년(효종 3)에 증광 문과에 병과로 급제, 1669년(현종 10) 예조정랑으로 길재(吉再)·김장생(金長生)을 제향한 서원에 사액하는 임무를 수행하였다. 그 뒤 일곱번이나 군현의 수령을 지냈다. 1690년(숙종 16)에는 승문원판교 겸 춘추관편수관을 거쳤으며, 시정(寺正)까지 이르렀다. 문장과 서화에 뛰어났으며, 특히 속필로 유명하다. 청백(淸白)하기로 이름이 높았다. 작품으로 개풍천마산(開豐天摩山)의 대흥사중건비문(大興寺重建碑文)의 글씨가 있다.[4]

- 남궁석(南宮晳, 1938년 ~ 2009년) : 한국통신 하이텔 사장. 삼성전자 정보통신 총괄사장. 삼성SDS 대표이사 사장. 제5대 정보통신부 장관. 제16대 국회의원.

- 남궁진(南宮鎭, 1942년 ~ ) : 제4대 문화관광부 장관. 제14·15대 국회의원.

## 항렬자
- 대동항렬(중시조로 1세)

| 30세   | 31세   | 32세   | 33세   | 34세   | 35세     | 36세     | 37세     | 38세     | 39세     | 40세   | 41세   | 42세   | 43세   | 44세   |
| ------ | ------ | ------ | ------ | ------ | -------- | -------- | -------- | -------- | -------- | ------ | ------ | ------ | ------ | ------ |
| 동(東) | 광(光) | 주(珠) | 종(鍾) | 승(承) | 口억(檍) | 口현(炫) | 口용(墉) | 口련(鍊) | 口원(源) | 수(秀) | 명(明) | 기(基) | 옥(鈺) | 영(永) |

## 과거 급제자
함열 남궁씨는 조선시대 문과 급제자 15명을 배출하였다.
고려 문과
남궁민(南宮敏)
문과
남궁갑(南宮鉀) 남궁경(南宮檠) 남궁배(南宮培) 남궁성(南宮惺) 남궁숙(南宮淑) 남궁옥(南宮鈺) 남궁지(南宮芷) 남궁집(南宮鏶) 남궁찬(南宮璨) 남궁침(南宮忱) 남궁해(南宮楷) 남궁활(南宮活) 남궁효(南宮孝) 남궁후(南宮垕) 남궁희(南宮憘)
무과
남궁견(南宮涀) 남궁담(南宮倓) 남궁술(南宮銊) 남궁옥(南宮鈺) 남궁운(南宮雲) 남궁웅(南宮雄) 남궁철(南宮哲) 남궁첨(南宮瞻) 남궁필(南宮弼)
생원시
남궁걸(南宮杰) 남궁권(南宮權) 남궁니(南宮柅) 남궁두(南宮斗) 남궁명(南宮蓂) 남궁석(南宮晳) 남궁석(南宮碩) 남궁석(南宮錫) 남궁숙(南宮淑) 남궁술(南宮述) 남궁억(南宮億) 남궁열(南宮閱) 남궁영(南宮鍈) 남궁옥(南宮鈺) 남궁용(南宮鏞) 남궁우(南宮楀) 남궁원(南宮垣) 남궁전(南宮㙉) 남궁제(南宮悌) 남궁진(南宮縉) 남궁집(南宮鏶) 남궁찬(南宮璨) 남궁초(南宮礎) 남궁택(南宮澤) 남궁호(南宮鎬)
진사시
남궁개(南宮愷) 남궁경(南宮鏡) 남궁경(南宮檠) 남궁률(南宮嵂) 남궁민(南宮𤇜) 남궁석(南宮錫) 남궁숙(南宮塾) 남궁원(南宮愿) 남궁익(南宮熤) 남궁일(南宮鎰) 남궁정(南宮埞) 남궁제(南宮𥖭) 남궁제(南宮悌) 남궁졸(南宮) 남궁지(南宮芷) 남궁찬(南宮撰) 남궁철(南宮澈) 남궁탁(南宮鐸) 남궁필(南宮弼) 남궁해(南宮楷) 남궁현(南宮玹) 남궁협(南宮鋏) 남궁형(南宮珩) 남궁혜(南宮蕙) 남궁환(南宮瓛) 남궁활(南宮活) 남궁효(南宮孝) 남궁희(南宮憘)
음관
남궁갑(南宮鉀) 남궁복(南宮復) 남궁복(南宮濮) 남궁석(南宮錫) 남궁석(南宮鉐) 남궁숙(南宮) 남궁숙(南宮肅) 남궁심(南宮) 남궁억(南宮檍) 남궁영(南宮泳) 남궁영(南宮泳) 남궁옥(南宮鈺) 남궁용(南宮溶) 남궁용(南宮鎔) 남궁원(南宮沅) 남궁일(南宮鎰) 남궁정(南宮錠) 남궁정(南宮錠) 남궁표(南宮杓) 남궁항(南宮沆) 남궁형(南宮瀅) 남궁형(南宮瀅) 남궁홍(南宮泓) 남궁홍(南宮泓)

## 조선 왕실과의 인척 관계
- 정신옹주(중종의 서녀)사위 남궁식